# Psychotria alluviorum
Psychotria alluviorum är en måreväxtart som beskrevs av Kurt Krause. Psychotria alluviorum ingår i släktet Psychotria och familjen måreväxter. Inga underarter finns listade i Catalogue of Life.